# 自稱惡役千金的未婚妻觀察紀錄。
《自稱惡役千金的未婚妻觀察紀錄。》是しき創作的轉生異世界題材輕小說，插圖由八美☆わん負責。最初發表於成為小說家吧，2016年11月獲得アルファポリス第9屆奇幻小說大賞優秀賞，2017年3月起移至アルファポリス網站連載，單行本共2冊。2018年改編為同名漫畫。改編的電視動畫將於2026年公開。
續作《自稱惡役千金的妻子觀察紀錄。》目前在アルファポリス的網站上連載中。

## 故事大綱
阿爾法斯塔王國的王太子賽希爾，因為太過優秀，從小應對一切事物都游刃有餘，沒有談話是他無法理解的。但是，與身為首相千金的未婚妻芭蒂雅首度見面時，對方的發言卻讓他一頭霧水——她自稱是「惡役千金」，職責就是要破壞王太子和「女主角」的感情，逼王太子取消婚約再俯首認輸。芭蒂雅宣稱自己擁有前世的記憶，她前世玩過的少女遊戲，其故事背景即是如今這個世界，而她是故事中的惡役千金，將來會因為阻撓王太子與命中注定的少女相戀，導致婚約被廢棄，最終與家族一同沒落。芭蒂雅自前世便深深喜愛遊戲中的王太子，為了使王太子能與真命天女獲得幸福，她立志要成為純潔正直的惡之花，凜然踏上破滅道路。芭蒂雅的奇妙言行吸引了賽希爾，他開始興味盎然地觀察這位未婚妻。

## 出場人物

### 主要角色
芭蒂雅·伊弗·諾切斯
阿爾法斯塔王國首相諾切斯侯爵的千金，性格善良又單純。幼時記起前世，發現自己所在的世界是前世所玩的「少女遊戲」世界背景，而自己是劇情中的惡役千金，知道王太子賽希爾只有與命中註定的少女相愛才能有幸福的未來，所以8歲與賽希爾初見面時便坦白了轉生的事實，拼命努力讓事情發展如同前世遊戲的賽希爾線，但也為了不像原本的惡役千金一般淪為單純丑角，努力精進自我，企圖成為一名高雅、美麗的惡之花。
賽希爾·葛羅·阿爾法斯塔
阿爾法斯塔王國的第一王子暨王太子。文武雙全，做任何事都得心應手，也因此感到人生乏味，直到10歲時遇見未婚妻芭蒂雅。起初雖然不相信芭蒂雅的轉生言論，但對她與眾不同的言行舉止很感興趣，會盡力幫助芭蒂雅。在芭蒂雅前世的「少女遊戲」中是遊戲女主角的攻略對象之一，除了女主角走賽希爾線跟後宮線，其他選項裡賽希爾的下場都不佳。
希羅妮亞·英德倫
英德倫男爵千金，是前世少女遊戲中的女主角。現在的希羅妮亞也是擁有前世記憶的轉生者，因此以為理想結局唾手可得，態度傲慢起來，進入遊戲中故事發生的舞台哈朗學院後，只是一味按遊戲劇情發生順序到各處東轉西晃，照腳本念台詞，四處碰釘子後，把不滿的情緒指向芭蒂雅，常在背後做小動作，並且用魅惑魔法操縱其他人支持自己。

### 哈朗學院出場角色

#### 原少女遊戲攻略角色
查爾斯·勞奈爾
勞奈爾公爵家的次子，賽希爾的親信人選，與賽希爾同年紀。喜歡哥哥的未婚妻人選安妮，雖然看不慣花心的兄長冷落安妮，但自忖無法繼承公爵爵位給她足夠尊貴的地位，一直隱藏心意，被芭蒂雅點醒之後向安妮告白。
尼爾德·克朗姆
外務大臣之子，賽希爾的親信人選，與賽希爾同年紀。從小內向，常沉浸在閱讀或研究裡，做事丟三落四。與西莉卡是青梅竹馬，有時受不了西莉卡如老媽子般叮嚀他。
巴爾多·諾金斯
騎士團團長的長子，賽希爾的親信人選，與賽希爾同年紀。擅長武藝及馬術，喜歡上同樣精於馬術的辛西亞。
古爾岡·德雷斯·馬登
諾切斯家遠房親戚，出身寒微而聰明優秀，比賽希爾小一歲。在遊戲中原本會被無繼承人的諾切斯侯爵收養，進入哈朗學院成為賽希爾的親信。因為芭蒂雅跟賽希爾提前預防傳染病流行，使遊戲裡病逝的諾切斯侯爵夫人存活並生下一子，所以賽希爾提議讓古爾岡去做烏拉德爾伯爵的養子，並且蒐集伯爵從事不法行為的證據。
尚恩·塔格因·阿爾法斯塔
阿爾法斯塔王國的第二王子，小賽希爾兩歲的弟弟，天真可愛。由於未婚妻人選喬安娜伶俐精明，深感壓力而遲遲不想確定婚約。

#### 芭蒂雅的姊妹淘
喬安娜·凱茲沃藍
聰明伶俐的公爵千金，是賽希爾與尚恩的表姊妹，與賽希爾同年紀，婚約對象是尚恩。在某次宴會中遭人糾纏，得到芭蒂雅解圍，兩人成了好友。喬安娜還集合了其他拱衛芭蒂雅的貴族，組織起芭蒂雅小姐後援會，由喬安娜擔任會長。
安妮·可格雷斯
侯爵千金，芭蒂雅的好友，原本是查爾斯哥哥的未婚妻人選，比芭蒂雅大一歲。身為貴族千金，雖然有政治聯姻的覺悟，依然苦惱於對象的花心。在查爾斯告白後，決定放棄未來公爵夫人的地位，選擇查爾斯。
西莉卡·路尼亞
伯爵千金，芭蒂雅的好友，與芭蒂雅同年紀，與尼爾德是青梅竹馬，性格積極，擅長烹飪，由於喜歡尼爾德，時常替他收拾善後。
辛西亞·索尼利斯
邊境伯千金，芭蒂雅的好友，與芭蒂雅同年紀。原本遊戲裡因為曾患傳染病所以身體虛弱，在芭蒂雅和賽希爾提前防治傳染病的情況下，健康地成長，時常騎著愛馬在領地內馳騁，也因出色的馬術與巴爾多投緣。

#### 其他學生
依琳·謝貝爾茲
子爵千金，因為暗戀的范尼爾公子參加了芭蒂雅後援會，相當忌妒芭蒂雅。假扮成希羅妮亞的模樣把芭蒂雅推落樓梯，惡行被芭蒂雅的友人們公諸於世，依殺人未遂罪名遭逮捕。
范尼爾·羅德
伯爵公子，參加了芭蒂雅後援會，為人熱心。

### 諾切斯侯爵家
道格拉斯·伊弗·諾切斯
阿爾法斯塔王國的首相諾切斯侯爵，芭蒂雅的父親，是個愛護妻女的男子，有時對著王族也直言不諱，在原本遊戲中，因妻子罹患傳染病逝世，怨恨國王不分發草藥給他，走上作惡的道路並且過分溺愛女兒。在妻子存活的現在是一位正直的人，與王太子合作揪出從事不法行為的貴族。
梅蒂雅
芭蒂雅的母親，是位溫柔的美女，芭蒂雅一頭深紅秀髮就是得自她的遺傳。原本遊戲中，會在芭蒂雅10歲前夕死於傳染病，因賽希爾阻止了傳染病爆發，脫離了病逝的命運，並在兩年後生下一子。
安納斯
芭蒂雅的弟弟，原本遊戲中不存在的人物，是個喜歡黏著姊姊的天真孩子。

### 精靈
澤諾
賽希爾的契約精靈，平時以青年男子的模樣出現，有精靈王血統，主要屬性為水和風，常在心裡吐嘈賽希爾。
小黑
芭蒂雅的契約精靈，闇屬性，這種屬性最擅長防禦，平時以黑狐狸模樣出現，隨芭蒂雅進入學院後，白日變成女僕的樣子。芭蒂雅最初當小黑是一般狐狸，供奉她豆皮壽司，使小黑跟著她，隨後無意間締結了契約，非常忠心地守護著芭蒂雅。
小嗶
希羅妮亞的契約精靈，平時以白鳥的模樣出現，光屬性，擅長干涉魔法，能用魅惑魔法操縱人心。

## 改編作品

### 漫畫
同名漫畫由蓮見ナツメ創作，單行本共六冊，獲得2021年度電子漫畫大賞異世界部門賞。

### 電視動畫
2026年公開。
- 導演：山元隼一
- 角色設計：松元美季
- 劇本統籌・腳本：井上亞樹子
- 動畫製作：葦Production